# Capelle-les-Grands
Capelle-les-Grands település Franciaországban, Eure megyében. Lakosainak száma 426 fő (2022. január 1.). Capelle-les-Grands Grand-Camp, Plainville, Saint-Aubin-du-Thenney és Saint-Victor-de-Chrétienville községekkel határos.

## Népesség
A település népességének változása:
| Lakosok száma | 408  | 307  | 331  | 381  | 431  | 439  | 428  | 419  | 417  | 426  |
|               | 1968 | 1982 | 1990 | 2006 | 2013 | 2015 | 2017 | 2019 | 2020 | 2022 |